# O Terceiro Homem
The Third Man (bra/prt: O Terceiro Homem) é um filme noir britânico-americano de 1949, do gênero suspense, dirigido por Carol Reed, com roteiro de Graham Greene baseado em sua obra homônima. O longa-metragem conta a história do escritor estadunidense Holy Martins (Joseph Cotten) que viaja a Viena para aceitar um emprego com seu amigo Harry Lime (Orson Welles), apenas para descobrir que ele "morreu". Martins fica em Viena para investigar a morte de Lime, ficando apaixonado pela namorada dele, Anna Schmidt (Alida Valli).
Ambientado em uma Viena pós-segunda guerra mundial. O longa-metragem é fortemente influenciado pela cinematografia do expressionismo alemão e foi um dos primeiros filmes a usar extensivamente o ângulo holandês. Combinado com o uso de locais em ruínas da cidade, o estilo de O Terceiro Homem evoca a exaustão e cinismo no início da Guerra Fria. The Third Man é considerado um dos maiores filmes de todos os tempos  sendo celebrado pela atuação de Orson Welles, trilha sonora e cinematografia atmosférica.

## Sinopse
Um escritor americano chega a Viena, após a Segunda Guerra Mundial, e descobre que seu amigo Harry Lime foi morto em circunstâncias misteriosas. Ele passa a investigar o caso e descobre várias inconsistências nas explicações dos amigos de Harry. 

## Elenco
- Orson Welles como Harry Lime
- Joseph Cotten como Holly Martins
- Alida Valli como Anna Schmidt
- Trevor Howard como Major Calloway
- Paul Hörbiger como Karl, porteiro de Lime
- Ernst Deutsch como "Barão" Kurtz
- Erich Ponto como Dr. Winkel
- Siegfried Breuer como Popescu
- Hedwig Bleibtreu como governanta de Anna
- Bernard Lee como Sargento Paine
- Wilfrid Hyde-White como Crabbin

#### Não creditado
- Annie Rosar como a esposa do porteiro
- Alexis Chesnakov como Brodsky, oficial russo
- Herbert Halbik como o Pequeno Hansel, o menino com uma bola
- Robert Brown como policial militar britânico na cena de perseguição no esgoto
- Paul Hardtmuth como o porteiro do Hotel Sacher
- Geoffrey Keen como Policial Militar Britânico
- Eric Pohlmann como garçom no Smolka's
- Reed De Rouen como Policial Militar Americano na Estação Ferroviária
- Irmão Theodore como Homem (figurante) na rua
- Nelly Arno como a mãe de Kurtz
- Karel Štěpánek como ator no Teatro Josefstadt

## Produção

### Desenvolvimento
Antes de escrever o roteiro, Graham Greene elaborou a atmosfera, caracterização e o clima da história escrevendo um romance como sendo o tratamento da produção. Greene nunca pretendeu que fosse lida pelo público em geral, embora acabasse sido publicada mais tarde com o mesmo nome do longa-metragem. O romance é narrado em primeira pessoa sob a perspectiva do personagem Calloway. Em 1948, Graham Greene conheceu Elizabeth Montagu em Viena; ela o levou para passeios pela cidade, seus sistemas de tratamento de esgotos e algumas de suas casas noturnas menos respeitáveis. Ela também apresentou Greene a Peter Smolka, o correspondente da Europa Central do The Times, que contou a Greene histórias sobre o mercado negro em Viena.
Durante as filmagens do filme, a cena final foi objeto de uma disputa entre o produtor David O. Selznick e o diretor Carol Reed. Enquanto Selznick preferia o final esperançoso do livro, com Martins e Anna indo embora juntos, Reed se recusou a terminar o longa com o que ele sentiu ser uma cena artificialmente feliz. Greene (que inicialmente concordava com o produtor) escreveu mais tarde: "Uma das poucas disputas importantes entre Carol Reed e eu dizia respeito ao final, e ele provou estar triunfantemente certo". A contribuição de Selznick, segundo ele mesmo, foi principalmente trazer Joseph Cotten e Orson Welles e encurtar a duração de The Third Man quando foi lançado nos Estados Unidos.
Ao passar do tempo, houve especulações ocasionais de que Welles era o diretor de facto de The Third Man, ao invez de Reed. O livro de Jonathan Rosenbaum de 2007, Discovering Orson Welles, chama isso de "equívoco popular", embora tenha notado que o filme carregue elementos wellesianos como traição em amizades masculinas, Rosenbaum escreve que Welles "não dirigiu nada no filme; os fundamentos de seu estilo de filmagem e edição, trilha sonora e significado, estão claramente ausentes. No entanto, velhos mitos são difíceis de morrer, e alguns espectadores persistem em acreditar no contrário". O próprio Welles alimentou essa teoria em uma entrevista de 1958, na qual ele disse que "escreveu inteiramente o papel" do personagem Harry Lime e que também teve um papel não especificado na produção do filme — mais do que a contribuição que ele fez para Journey into Fear— porém, segundo Welles isto era um "assunto delicado" porque ele não era o produtor do filme. No entanto, em outra entrevista desta vez realizada em 1967 com Peter Bogdanovich, Welles disse que seu envolvimento foi mínimo: "Era todo do Carol". Orson Welles contribuiu apenas com alguns dos diálogos mais conhecidos do filme. Bogdanovich declarou na introdução do DVD:
No entanto, acho importante notar que o visual de O Terceiro Homem — e, na verdade, de todo o filme — seria impensável sem Cidadão Kane, The Stranger (1946) e The Lady from Shanghai, todos os quais Orson fez nos anos 40, e todos os quais precederam O Terceiro Homem. Carol Reed, eu acho, foi definitivamente influenciado por Orson Welles[...].

### Filmagem
Em seis semanas, as cenas principais foram finalizadas em Viena no dia 11 de dezembro de 1948 e também foram utilizadas as instalações do Sievering Studios. A produção então mudou-se para a Worton Hall Studios em Isleworth e na Shepperton Studios em Surrey sendo concluídas em março de 1949. Thomas Riegler enfatiza as oportunidades de se filmar cenas de espionagem da Guerra Fria que os locais de Viena disponibilizaram e observa que "o engenheiro de áudio Jack Davies notou pelo menos uma pessoa misteriosa no set".
As cenas de Harry Lime no esgoto foram filmadas no local ou em cenários construídos em Shepperton; a maioria destas cenas de locação usou dublês para Welles. No entanto, Reed afirmou que, apesar da relutância inicial de Orson Welles, ele rapidamente se entusiasmou e ficou em Viena para terminar a filmagem.
Em 2015, o assistente de direção Guy Hamilton revelou que Greene e Reed trabalharam muito bem juntos, mas Welles "geralmente irritava todos no set". Sua ausência temporária forçou Hamilton a intervir como dublê de corpo, e as filmagens das cenas de esgoto foram transferidas para estúdios no Reino Unido como resultado das reclamações de Welles sobre isto.
O diretor tinha quatro unidades de câmera diferentes filmando em Viena durante a produção. Ele trabalhou 24 horas por dia, usando Benzedrina para se manter acordado.

### Frase sobre o Relógio Cuco
Em uma cena famosa, Lime encontra Martins no Wiener Riesenrad no parque de diversões do município de Leopoldstadt. Olhando para as pessoas abaixo de seu ponto de vista, Lime as compara a pontos e diz que seria insignificante se uma delas ou algumas delas "parassem de se mover, para sempre". De volta ao chão, ele observa:
Você sabe o que o sujeito disse — na Itália, por 30 anos sob os Bórgias, eles tiveram guerra, terror, assassinato e derramamento de sangue; mas eles produziram Michelangelo, Leonardo da Vinci e o Renascimento. Na Suíça, eles tiveram amor fraternal; eles tiveram 500 anos de democracia e paz — e o que isso produziu? O relógio cuco
De acordo com o roteirista Graham Greene, "a popular linha de diálogo sobre os relógios cuco suíços foi escrita no roteiro pelo próprio Sr. Welles" (no roteiro publicado, está incluso em uma nota de rodapé). Greene escreveu em uma carta que "O que aconteceu foi que durante as filmagens de The Third Man foi considerado necessário para o tempo inserir outra frase". Welles aparentemente disse que as falas vieram de "uma antiga peça húngara" - em qualquer caso, a ideia não é original de Welles, como reconhecido por ele próprio. A fonte mais provável é a do pintor James McNeill Whistler; em uma palestra feita em 1885 publicada em "Ten O'Clock" do Sr. Whistler no ano de 1888, ele disse que "Os suíços em suas montanhas... Que pessoas mais dignas! ... ainda assim, a perversa e desdenhosa [deusa, Arte] não quer nada disso, e os filhos dos patriotas ficam com o relógio que gira o moinho, e o cuco repentino, com dificuldade contido em sua caixa! Pois isso foi Tell um herói! Por isso Gessler morreu!". Em uma reminiscência de 1916, o pintor americano Theodore Wores disse que "tentou obter um reconhecimento de Whistler de que São Francisco algum dia se tornaria um grande centro de arte por conta de nossas vantagens climáticas, cênicas e outras. 'Mas o ambiente não leva a uma produção artística', Whistler retrucou. 'Considere a Suíça. Lá, o povo tem tudo na forma de vantagens naturais — montanhas, vales e céu azul. E o que eles produziram? O relógio cuco!".
This Is Orson Welles (1993) cita Welles: "Quando o filme foi lançado, os suíços gentilmente me apontaram que nunca fizeram relógios cuco", já que os relógios cuco foram realmente inventados na Floresta Negra alemã. O escritor John McPhee destacou que quando os Bórgias floresceram na Itália, a Suíça tinha "a força militar mais poderosa e temida da Europa" e não era o país neutro que mais tarde se tornou.

### Trilha Sonora
O tocador de cítara Anton Karas compôs e executou a trilha sonora do filme. Antes da produção chegar a Viena, Karas era um artista desconhecido no Heurigers local. De acordo com a Time: "O filme exigia música apropriada para a Viena pós-Segunda Guerra Mundial, mas o diretor Reed decidiu evitar valsas piegas e fortemente orquestradas. Em Viena, uma noite, Reed ouviu um musicista tocador de cítara chamado Anton Karas, [e] ficou fascinado pela melancolia estridente de sua música". O diretor levou o músico para Londres onde trabalhou com ele na soundtrack do filme por seis semanas.
"The Third Man Theme" foi lançado como single em 1949/50 (Decca no Reino Unido, London Records nos EUA). Tornou-se um best-seller. Em novembro de 1949, 300.000 discos foram vendidos na Grã-Bretanha, e a princesa Margaret, na adolescência, era supostamente uma fã. Após seu lançamento nos EUA em 1950, "The Third Man Theme" passou 11 semanas em primeiro lugar na parada de mais vendidos nas lojas da Billboard, de 29 de abril a 8 de julho. A exposição fez de Anton Karas uma estrela internacional, e o trailer do filme afirmava que "a famosa trilha sonora de Anton Karas" deixaria o público "em polvorosa com sua cítara".
A música adicional para o filme foi escrita pelo compositor australiano Hubert Clifford sob o pseudônimo de Michael Sarsfield. De 1944 a 1950, Clifford foi diretor musical de Korda na London Film Productions, onde escolheu os compositores e conduziu as trilhas sonoras dos filmes, além de compor muitas trilhas sonoras originais. Um trecho da sua adaptação da música de The Third Man, The Casanova Melody, foi orquestrado por Rodney Newton em 2000.

### Diferenças entre a versão Americana e britânica
Quando o lançamento original começa, a voz do diretor Carol Reed (não creditada) descreve a Viena pós-guerra do ponto de vista de um gângster. A versão exibida nos cinemas americanos cortou onze minutos de filmagem (incluindo a cena da dançarina de topless ao fundo) e substituiu a narração de Reed pela narração de Cotten como Holly Martins. Selznick instituiu esta substituição porque não achava que o público americano se identificaria com o tom sombrio do original. Atualmente, a versão de Reed encontra-se disponível para os americanos. Em 26 de junho de 2015, uma versão restaurada foi disponibilizada no Reino Unido.
Em setembro de 2024, o StudioCanal lançou uma restauração 4K do filme para celebrar seu 75º aniversário. Teve uma curta exibição nos cinemas do Reino Unido e mais tarde foi lançado em Blu-ray 4K.

## Recepção
O Terceiro Homem foi a maior bilheteria de 1949 no Reino Unido. De acordo com o Kinematograph Weekly, o "maior vencedor" de bilheteria na Grã-Bretanha em 1949 foi The Third Man, com os "vice-campeões" sendo Johnny Belinda, The Secret Life of Walter Mitty, The Paleface, Scott of the Antarctic, The Blue Lagoon, Maytime in Mayfair, Easter Parade, Red River e I Was a Male War Bride.

### Resposta Crítica
Inicialmente, na Áustria, o filme recebeu análises mistas dos críticos locais. e o filme durou apenas algumas semanas. O jornal vienense Arbeiter-Zeitung, embora crítico de seu "enredo pouco lógico", elogiou a representação "magistral" do filme de um "tempo fora do comum" e a atmosfera da cidade de "insegurança, pobreza e imoralidade pós-guerra". William Cook, após sua visita em 2006 ao Museu do Terceiro Homem de Viena, escreveu: "Na Grã-Bretanha, é um thriller sobre amizade e traição. Em Viena, é uma tragédia sobre o relacionamento problemático da Áustria com seu passado". Críticos e parte do público estranharam os ângulos holandeses, com o próprio William Wyler enviando-lhe uma nota escrita: "Carol, next time you make a picture, just put it on top of the camera, will you?".
Após o lançamento internacional, The Third Man recebeu aclamação da crítica com o lendário crítico André Bazin afirmando que Carol Reed "prova ser o mais brilhante dos diretores ingleses e um dos mais importantes do mundo". A Times escreveu que o filme estava "repleto de detalhes cinematográficos que deixariam o Hitchcock orgulhoso - reviravoltas engenhosas na trama, detalhes sutis, personagens secundários encorpados, cenários atmosféricos que se tornam parte intrínseca da história, uma mistura hábil do sinistro com o ridículo, do casual com o bizarro". Bosley Crowther do The New York Times em sua análise afirmou que o filme foi "projetado [apenas] para excitar e entreter", escreveu que Reed "empacotou brilhantemente todo o saco de seus truques cinematográficos, toda a sua gama de gênio inventivo para fazer a câmera expor. Seus dons eminentes para comprimir uma riqueza de sugestões em tomadas únicas, para construir tensão agonizante e estourar surpresas são totalmente exercidos. Seu humor diabolicamente travesso também percorre levemente o filme, tocando as depressões mais sombrias com pequenos lampejos de gay ou macabro". Uma rara crítica negativa veio do jornal comunista britânico Daily Worker, que reclamou que "nenhum esforço é poupado para tornar as autoridades soviéticas tão sinistras e antipáticas quanto possível".

#### Análises Modernas e Reconhecimento
Atualmente, o filme não é só considerado como um dos melhores filmes daquele ano como também é a obra-prima do Carol Reed, e foi eleito pela British Film Institute como o melhor filme britânico já feito. O filme tem uma classificação de 99% no Rotten Tomatoes com base em 80 avaliações, com uma classificação média de 9,3/10 e o seguinte consenso: "Este thriller atmosférico é uma das obras-primas indiscutíveis do cinema e ostenta atuações icônicas de Joseph Cotten e Orson Welles". No Metacritic, o longa-metragem tem nota de 97 em uma escala de 0 à 100 baseada em 30 reviews de críticos especializados. Ao incluir em sua lista de "100 maiores filmes de Noir de todos os tempos", a Paste Magazine afirma que "Viena raramente pareceu mais ricamente cinematográfica do que aqui, com o trabalho de câmera expressionista de Robert Krasker capturando a sensação de uma cidade distorcida" e termina o colocando na sexta posição. The Third Man de acordo com o Rotten Tomatoes é o quarto Noir mais bem avaliado pelos críticos.
De acordo com Matt Noller da revista Slant Magazine o motivo pelo qual The Third Man perdure até os dias de hoje é seu elemento visual inspirado no expressionismo alemão e sua ambientação pós-guerra. Roger Ebert o colocou em seu compilado de "Grandes Filmes" classificando-o como: "De todos os filmes que eu já vi, este é o que mais completamente incorpora o romance de ir ao cinema". O cineasta Akira Kurosawa colocou o longa-metragem em sua lista de 100 filmes preferidos. Serviu de influência para The Long Godbye (1973) do Robert Altman e uma das inspirações para a telenovela O Outro do Aguinaldo Silva. O seriado de animação Pinky e o Cérebro faz uma paródia do enredo de The Third Man no episódio 13 da primeira temporada chamado "The Third Mouse" (O Terceiro Rato).
O longa também ficou em 57º lugar na lista do American Film Institute dos melhores filmes americanos em 1998, embora as únicas conexões americanas da produção fossem Selznick, Welles e Cotten. Em junho de 2008, a série de listas Top 10 da AFI o classificou como o quinto melhor thriller americano. Além destas duas listas, o longa-metragem foi novamente incluído em mais duas listas da AFI: em 75° lugar no "100 Anos... 100 Emoções" e o vilão Harry (Orson Welles) foi classificado como um dos melhores vilões de todos os tempos. Em 2022, figurou em 63° lugar empatado com Goodfellas (1990) e Casablanca (1942) no compilado de Maiores filmes de todos os tempos da Sight & Sound.

## Principais prêmios e indicações
Oscar 1949 (EUA)
- Melhor Fotografia - Preto e Branco (Vencedor)
- Melhor Direção
- Melhor Montagem
- Melhor Edição

BAFTA
- Melhor Filme Britânico (Vencedor)
- Melhor Filme

Festival de Cannes
- Grande Prêmio do Festival de Cannes (Vencedor)

## Status de Direitos Autorais
O filme caiu em domínio público nos Estados Unidos quando os direitos autorais não foram renovados após a morte de Selznick. Em 1996, o Uruguay Round Agreements Act restaurou a proteção de direitos autorais do filme nos EUA para o StudioCanal Image UK Ltd. A Criterion Collection lançou o longa-metragem remasterizado em DVD da cópia britânica original. Em 2008, a Criterion lançou uma edição Blu-ray e durante o mês de setembro do ano de 2010, a Lionsgate relançou também o filme em Blu-ray.
Em 18 de janeiro de 2012, a Suprema Corte dos Estados Unidos decidiu em Golan v. Holder que a cláusula dos direitos autorais da Constituição dos Estados Unidos não impede o país de cumprir suas obrigações de tratado em relação à proteção de propriedade intelectual para obras estrangeiras. Após a decisão, filmes como The Third Man e The 39 Steps (1935) foram retirados do domínio público e tornaram-se totalmente protegidos por direitos autorais no país. De acordo com a atual lei de direitos autorais dos EUA, O filme de Carol Reed permanecerá protegido por direitos autorais até 1º de janeiro de 2045.

## Adaptações
The Third Man foi adaptada como uma peça de rádio de uma hora em duas transmissões do Lux Radio Theatre: no dia 9 de abril de 1951 com Joseph Cotten novamente reprisando seu papel e em 8 de fevereiro de 1954 com Ray Milland como Martins. E no dia 26 de dezembro de 1950, o BBC Home Service transmitiu uma adaptação em rádio por Desmond Carrington, usando a trilha sonora real do filme com narração realizada por Wilfred Thomas.
Em 13 de novembro de 1971, como parte do Saturday Night Theatre, a BBC Radio 4 transmitiu outra adaptação roteirizada por Richard Wortley, com Ed Bishop como Holly Martins, Ian Hendry como Harry Lime, Ann Lynn como Anna e John Bentley como Coronel Calloway. Em novembro de 1994, uma nova dramatização dirigida por Robert Robinson foi apresentada e gravada pelo LA Theatre Works diante de uma plateia ao vivo no Guest Quarter Suite Hotel em Santa Monica na Califórnia. O elenco incluía Kelsey Grammer como Holly Martins, Rosalind Ayres como Anna Schmidt, John Vickery como Harry Lime e John Mahoney como Major Calloway.

### Spin-offs
A série de rádio britânica The Adventures of Harry Lime (transmitida nos EUA com o título The Lives of Harry Lime) foi criada como uma prequela do longa-metragem, centra-se nas aventuras de Lime antes do filme, e Welles repete seu papel como um anti-herói um pouco menos nefasto do que o oportunista e sociopata retratado na encarnação do filme. Cinquenta e dois episódios foram ao ar de 1951 até 1952, vários dos quais Orson Welles escreveu, incluindo "Ticket to Tangiers", que está incluído nos lançamentos da Criterion Collection e StudioCanal de The Third Man. As gravações dos episódios de 1952 "Man of Mystery", "Murder on the Riviera" e "Blackmail Is a Nasty Word" estão incluídas no DVD da Criterion Collection The Complete Mr. Arkadin.
Harry Lime faz uma aparição em duas histórias em quadrinhos na quarta edição da Super Detective Library: "The Secret of the Circus" e "Too Many Crooks".
Um spin-off de televisão estrelando Michael Rennie como Harry Lime durou cinco temporadas de 1959 até 1965. Setenta e sete episódios foram filmados; os diretores incluíram Paul Henreid (10 episódios) e Arthur Hiller (seis episódios). Jonathan Harris interpretou o ajudante Bradford Webster por 72 episódios, e Roger Moore estrelou como convidado especial na parcela "The Angry Young Man", que Hiller dirigiu.